# Karinna Akopowna Moskalenko

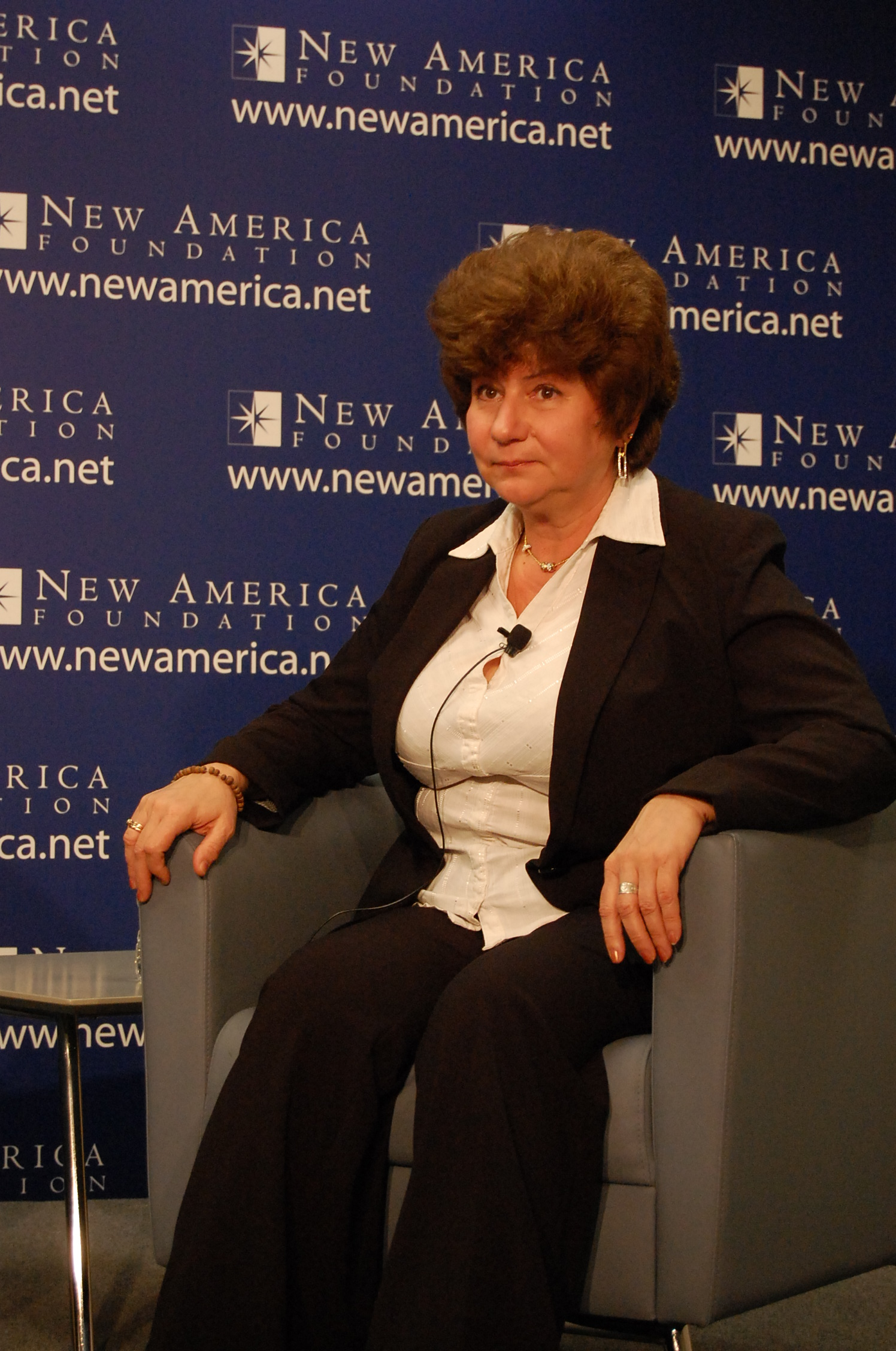
Karinna Moskalenko (2010)

Karinna Akopowna Moskalenko (russisch Каринна Акоповна Москаленко, auch Karina Moskalenko; * 9. Februar 1954, Baku, Aserbaidschanische SSR, UdSSR) ist eine armenisch-russische Anwältin für Menschenrechte, die russische Bürger vor dem Europäischen Gerichtshof für Menschenrechte vertritt. Sie ist die Präsidentin der Internationalen Assoziation der russischen Rechtsanwälte (französisch Association Internationale d'Avocats Russes), deren Stabsquartier sich in Strasbourg befindet.

## Leben
Karinna Moskalenko wurde in einer armenischen Familie geboren. Ihr Vater war Offizier der Roten Armee und arbeitete später im sowjetischen Verteidigungsministerium, zuletzt im Rang eines Generals.
Sie studierte Jura an der Staatlichen Universität in Leningrad und schloss 1976 ihr Studium ab.
Danach arbeitete sie zunächst als Anwaltsassistentin, später als Anwältin in Moskau.
Ihr Spezialgebiet wurde internationales Recht. Sie wurde Mitglied der Moskauer Anwaltskammer.
1994 absolvierte sie ein Aufbaustudium für Europäisches Recht an der Universität in Birmingham. Sie besuchte Kurse in Juristischen Zentren in London, Essex, Kanada und Dänemark.
1999 wurde sie Mitglied der Menschenrechtsorganisation Moskauer Helsinki-Gruppe.
2000 erregte sie internationales Aufsehen, als es ihr gelang, fünf russische Piloten in Kalkutta frei gelassen zu bekommen, die dort Aufständischen Waffen geliefert hatten. Ihnen drohte sonst möglicherweise die Todesstrafe.
2001 vertrat sie im ersten Prozess russischer Bürger vor dem Europäischen Gerichtshof für Menschenrechte diese als erste russische Anwältin dort.
Seit 2003 vertrat sie den inhaftierten Chef der Erdölfirma Jukos Michail Chodorkowski vor russischen Gerichten, später auch vor dem Europäischen Gerichtshof für Menschenrechte.
2004 siedelte sie nach Strasbourg über.
2006 ließ sie den Fall des Mordes an der russischen Journalistin Anna Politkowskaja vor dem Europäischen Gerichtshof für Menschenrechte registrieren.
2008 fand ihr Mann in ihrem Auto Quecksilberkugeln.
Bis 2016 hat sie etwa 300 Fälle russischer Bürger vor dem Europäischen Gerichtshof für Menschenrechte gegen die Russische Föderation vertreten, oft mit Erfolg.

## Auszeichnungen und Ehrungen
- 1999: Preis »Für Menschenrechte«, Russland
- 2000: »Femida-Preis« der Assoziation der Juristen Russlands, höchste juristische Auszeichnung in Russland
- 2007: Anerkennungspreis der Internationalen Helsinki-Föderation für Menschenrechte
- 2008: William J. Brennan Award der University of New Jersey, USA
- 2010: Ehrendoktorwürde in Jura der Southern Methodist University, USA
- 2010: Ludovic-Trarieux-Menschenrechtspreis verschiedener europäischer Rechtsanwaltsorganisationen